# Почетни граждани на Добрич
Почетен гражданин на Добрич е звание, с което се удостояват лица с принос в обществено-политическия и културния живот на град Добрич. Присъжда се от 1940 година на 25 септември – празник на Добрич.

## Носители на званието
1. 1940 – Херберт фрайхер фон Рихтхофен – пълномощен министър на Германия в България от 21 май 1939 г.;
2. 1940 – Граф Масимо Маджистрати – италиански пълномощен министър;
3. 1946 – Маршал Фьодор Иванович Толбухин – съветски маршал;
4. 1965 – Владимир Александров Чернов – съветски радист;
5. 1966 – Павел Пантелеймонович Лукяненко, академик – руски растениевъд и селекционер;
6. 1968 – Дора Петрова Габе – българска поетеса, литератор и преводач;
7. 1970 – Аркадий Николаевич Шурупов, полковник от запаса – първи комендант на град Добрич;
8. 1974 – Професор Иван Иванов-Вано – руски режисьор-постановчик на анимационни филми за деца;
9. 1993 – Доктор Андре Гредел – швейцарски хирург, вицепрезидент на сдружението „Шафхаузен-Добрич“;
10. 1994 – Ивайло Петров – български писател;
11. 1995 – Захари Медникаров – български диригент;
12. 1996 – Борис Георгиев-Моката – български спортист и спортен деятел;
13. 1998 – Любен Стефанов Бешков – общественик и краевед;
14. 1999 – Данаил Стефанов Бекяров – краевед, публицист и журналист;
15. 2000 – Професор Петър Тодоров Тодоров – доктор на историческите науки, историк и краевед;
16. 2000 – Ани Брайтенбах-Летау – от град Мосбах, Германия, за изключително активна благотворителна дейност в община град Добрич;
17. 2000 – Хари Летау – от град Мосбах, Германия, за изключително активна благотворителна дейност в община град Добрич;
18. 2000 – Майор Пламен Тодоров Денков – летец-пилот, за проявен изключителен героизъм при изпълнение на служебния дълг;
19. 2001 – Йордан Йорданов Дачев – публицист, журналист и литератор;
20. 2001 – Димитър Йорданов Димитров – дългогодишен ръководител на Добричка област;
21. 2001 – Ричард Върнън Стаг – посланик на Великобритания в Република България;
22. 2002 – Петко Андонов Петков – международен гросмайстор по шахматна композиция;
23. 2002 – Никола Богданов – скулптор и общественик;
24. 2002 – Атанас Друмев Пеев – краевед, журналист и общественик,
25. 2003 – Петър Крумов Атанасов – български хоров диригент, главен художествен ръководител на Добруджанския ансамбъл за народни песни и танци;
26. 2004 – Верка Сидерова Иванова – народна певица;
27. 2005 – Райко Димитров Тонев – хоров диригент;
28. 2007 – Галина Кръстева Дурмушлийска – народна певица;
29. 2008 – Професор д-р Христо Анастасов Контев – агроном и специалист по земеделска ентомология;
30. 2009 – Йовчо Атанасов Карамфилов – публицист и журналист;
31. 2011 – Венелин Жечев Иванов – архитект и общественик;
32. 2012 – Ема Цветанова Георгиева – актриса, поетеса, ръководи театрална студия „Зорница“ към Народно читалище „Йордан Йовков“, Добрич.